# Temple Akshardham
L'Akshardham (hindi : दिल्ली अक्षरधाम) est un complexe de temple hindou situé à Delhi en Inde bâti pour rendre hommage à Swaminarayan, fondateur du courant moderne hindou Swaminarayan Sampraday. Aussi appelé le Swaminarayan Akshardham, le complexe expose des millénaires de culture, de spiritualité et d'architecture traditionnelle indienne et hindoue. Le bâtiment a été inspiré par Pramukh Swami Maharaj, le chef spirituel du Swaminarayan Sampraday, et fut construit sur les bords de la Yamunâ par 7 000 ouvriers et 3 000 bénévoles. Il fut ouvert le 6 novembre 2005.
Le complexe est constitué d'un grand monument central entièrement bâti en pierre, des expositions sur la vie de Swaminarayan et sur l'histoire de l'Inde, un cinéma IMAX, une fontaine musicale, et de grands jardins aménagés.

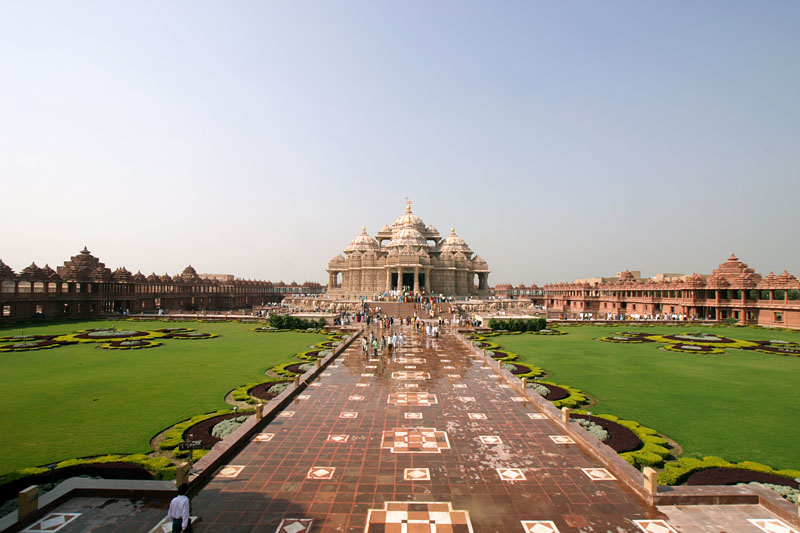
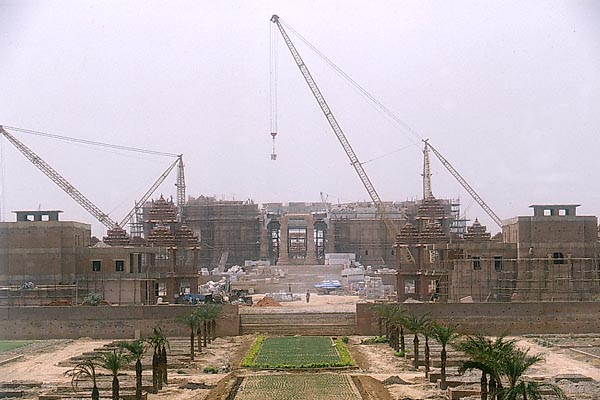
Construction du complexe d'Akshardham
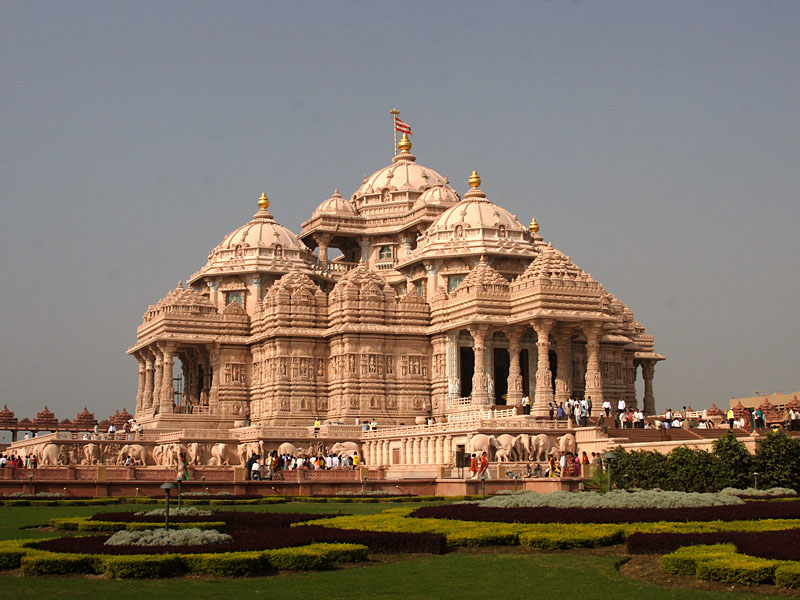
Le monument central d'Akshardham
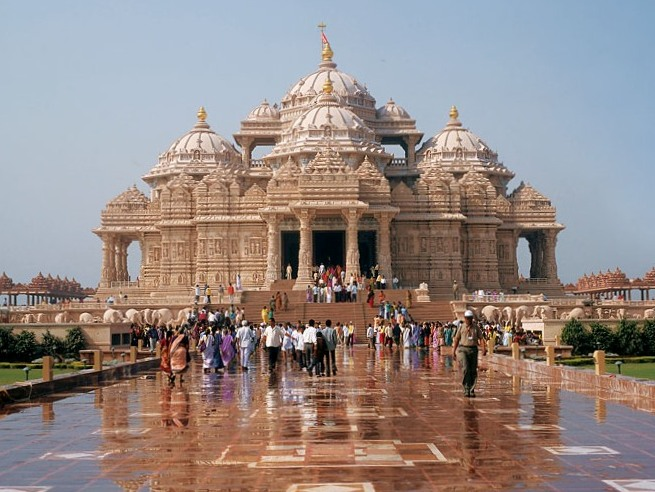
Le monument Akshardham à Delhi
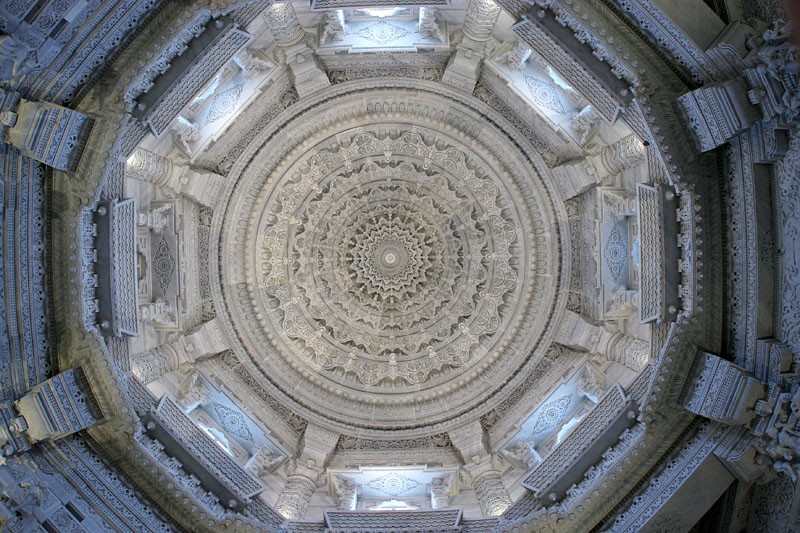
Le dôme central
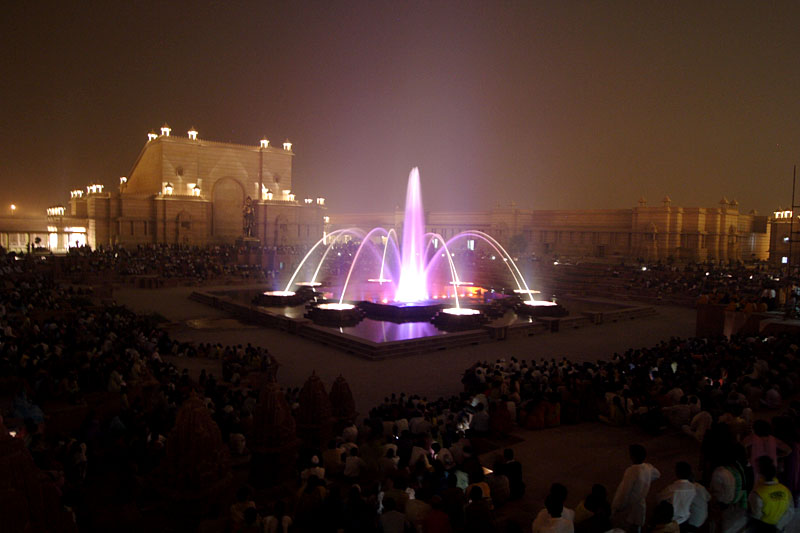
La fontaine musicale avec la statue de Neelkanth Varni au fond
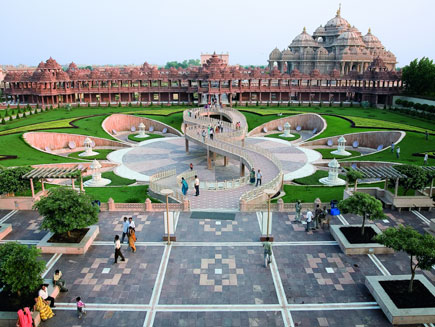
Le Yogi Hraday Kamal, un jardin en forme de lotus
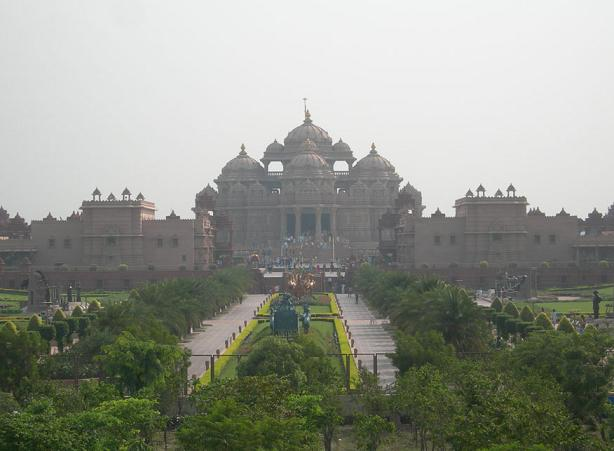
Le complexe d'Akshardham à Delhi